# Lijst van koningen van Griekenland
Dit is een lijst van koningen van Griekenland.

### Derde Helleense Republiek (vanaf 1974)

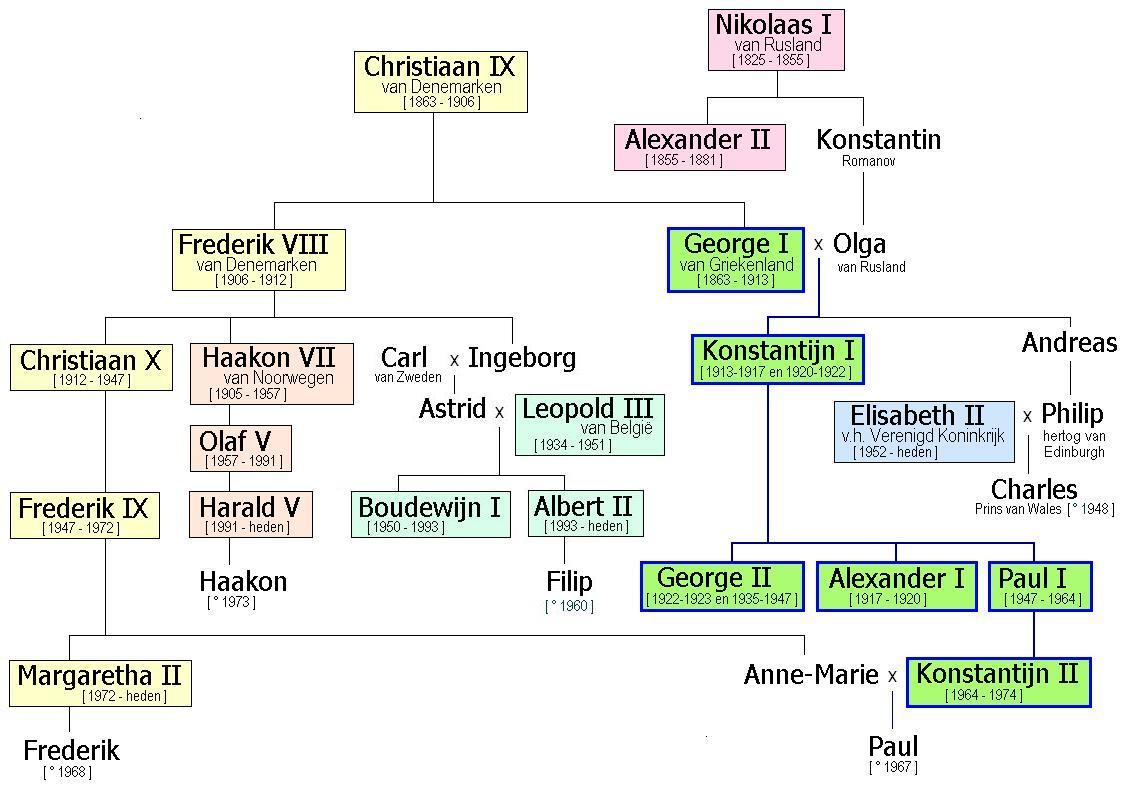
De Griekse koningen en hun familiebanden met andere Europese vorstenhuizen

## Koningen van Griekenland (1832-1974)

### HuisWittelsbach(1832-1862)
| Monarch | Monarch                 | Regeringsperiode | Opmerkingen |
| ------- | ----------------------- | ---------------- | --- |
|         | Otto (1815-1867) Όθωνας | 1832 - 1862      | Was een zoon van koning Lodewijk I van Beieren. Griekenland was in 1832 onafhankelijk verklaard door het Congres van Londen. Ook de Nederlandse prins Frederik kreeg de Griekse troon aangeboden, maar hij bedankte voor de eer. Otto nam in 1833 zijn intrek in Nauplion en vanaf 1834 regeerde hij vanuit Athene. Moest in 1862 gedwongen afstand doen van de troon. |

### HuisSchleswig-Holstein-Sonderburg-Glücksburg-Oldenburg(1863-1924)
| Monarch | Monarch                                                     | Regeringsperiode | Opmerkingen |
| ------- | ----------------------------------------------------------- | ---------------- | --- |
|         | George I (1845-1913) Γεώργιος Α΄                            | 1863 - 1913      | Was een zoon van koning Christiaan IX van Denemarken. Werd geboren als prins Willem van Denemarken. Hij maakte van Griekenland een democratie. Werd in 1913 vermoord. |
|         | Constantijn I (1868-1923) Κωνσταντίνος Α΄                   | 1913 - 1917      | Hij was koning tijdens de Eerste Wereldoorlog en steunde zijn zwager, keizer Wilhelm II van Duitsland. Hij was namelijk gehuwd met prinses Sophie van Pruisen. Die steun werd hem niet in dank afgenomen door de geallieerden, en moest daardoor in 1917 afstand doen van de troon.                                        |
|         | Alexander (1893-1920) Αλέξανδρος                            | 1917 - 1920      | Was de tweede zoon van koning Constantijn I en koningin Sophie. Zijn titel was koning, maar het volk zag hem als prins-regent van Griekenland. Zijn huwelijk met de burger Aspasia Manos was erg onpopulair. Hij stierf als koning in 1920 aan bloedvergiftiging als gevolg van de beet van een aap.                       |
|         | Olga Konstantinova van Rusland (1851-1926) Όλγα των Ελλήνων | 1920             | Was de vrouw van koning George I van Griekenland en moeder van Constantijn I. Olga was van 25 oktober tot 19 december 1920 koningin-regentes van Griekenland. Daarna werd haar oudste zoon, Constantijn, opnieuw koning.                                                                                                   |
|         | Constantijn I (1868-1923) Κωνσταντίνος Α΄                   | 1920 - 1922      | Van 1920 tot 1922 was Constantijn opnieuw koning. In 1922 speelde zich de hoogst ongelukkige oorlog tegen Turkije af, waartegen koning Constantijn zich steeds had verzet. De oorlog werd voor Griekenland rampzalig. En als gevolg moest Constantijn opnieuw afstand doen van de troon. Hij stierf in het begin van 1923. |
|         | George II (1890-1947) Γεώργιος Β΄                           | 1922 - 1924      | Oudste zoon van Constantijn I en Sophie van Pruisen. Hij was nog geen twee jaar koning van Griekenland en moest al afstand doen van de troon. Hij huwde prinses Elizabeth van Roemenië. |

### HuisSchleswig-Holstein-Sonderburg-Glücksburg-Oldenburg(opnieuw) (1935-1974)
| Monarch | Monarch                                    | Regeringsperiode | Opmerkingen |
| ------- | ------------------------------------------ | ---------------- | --- |
|         | George II (1890-1947) Γεώργιος Β΄          | 1935 - 1947      | In 1935 besliste een volksstemming over het herstel van de monarchie en George II keerde terug naar Athene. Hij slaagde er niet in te regeren als een constitutioneel monarch. Hij moest tijdens de Tweede Wereldoorlog Griekenland ontvluchten. George keerde in 1946 terug naar Athene, maar stierf een jaar later, kinderloos. |
|         | Paul (1901-1964) Παύλος                    | 1947 - 1964      | Paul was de jongste zoon van koning Constantijn I en koningin Sophie. Zijn oudere broers waren Alexander en George II. Paul was een goede koning, alleen het karakter van zijn vrouw, Frederika van Brunswijk, deed de monarchie geen goed. Koning Paul stierf in 1964. Zijn oudste dochter is Sophia van Spanje.                 |
|         | Constantijn II (1940-2023) Κωνσταντίνος Β΄ | 1964 - 1974      | De laatste koning van Griekenland. Huwde de Deense prinses Anne Marie, dochter van koning Frederik IX van Denemarken. Anne Marie is de jongere zus van de huidige koningin Margrethe II van Denemarken. |

## Stamboom
- George I (1845-1913) x Olga Konstantinova van Rusland
  - Constantijn I (1868-1923) x Sophie van Pruisen
    - George II (1890-1947) x Elisabeth van Roemenië
    - Alexander I (1893-1920) x Aspasia Manos
      - Alexandra (1921-1993) x Peter II van Joegoslavië

    - Helena (1896-1982) x Carol II van Roemenië
    - Paul I (1901-1964) x Frederika van Brunswijk
      -         - Sophia (1938) x Juan Carlos I van Spanje
        - Constantijn II (1940-2023) x Anne-Marie van Denemarken
          - Alexia (1965) x Carlos Morales y Quintana
          - Paul (1967) x Marie-Chantal Claire Miller
            - Maria Olympia (1996)
            - Constantijn Alexios (1998)
            - Achilleas Andreas (2000)
            - Odysseas Kimon (2004)

          - Nicolaas (1969)
          - Theodora (1983)
          - Filips (1986)

        - Irene (1942)

    - Irene (1904-1974) x Aimone van Aosta
    - Catharina (1913-2007) x Richard Campbell Andrew Brandram

  - George (1869-1957) x Marie Bonaparte
    - Peter (1908-1980) x Irina Aleksandrovna Ovtsjinnikova
    - Eugénie (1910-1989) x Dominik Radziwill / x Raymond della Torre e Tasso

  - Alexandra (1870-1891) x Paul Aleksandrovitsj van Rusland
  - Nicolaas (1872-1938) x Helena Vladimirovna van Rusland
    - Olga (1903-1997) x Paul van Joegoslavië
    - Elisabeth (1904-1955) x Carl Theodor Klemens zu Toerring-Jettenbach
    - Marina (1906-1968) x George, hertog van Kent

  - Maria 1876-1940) x George Michailovitsj van Rusland
  - Andreas (1882-1944) x Alice van Battenberg
    - Margaretha (1905-1981) x Gottfried zu Hohenlohe-Langenburg
    - Theodora (1906-1969) x Berthold van Baden
    - Cecilia (1911-1937) x George Donatus van Hessen
    - Sophia (1914-2001) x Christoffel van Hessen / x George Willem van Hannover
    - Philip (1921-2021) x Elizabeth II van het Verenigd Koninkrijk

  - Christoffel (1888-1940) x Nancy Stewart / x Françoise d'Orléans
    - Michael (1939) x Marina Karella
      - Alexandra (1968) x Nicolas Mirzayantz
      - Olga Isabella (1971)

  - Olga (1880)